# Ramzan Kadyrov
Ramzan Akhmadovich Kadyrov em russo:  Рамзан Ахматович Кадыров; em checheno:  Къадар Ахьмат-кӏант Рамзан (Qhadar Aẋmat-khant Ramzan); [qʼɑːdɑːr ɑːʜmɑːt k’ɑːnt rɑːmzɑːn] (Tsentoroi, Chechénia, 5 de outubro de 1976) é um político checheno que atualmente atua como chefe da República da Chechênia.
Ramzan é filho de Akhmad Kadyrov, o antigo Mufti da República Chechena da Ichkeria. A família Kadyrov lutou contra a Rússia durante a Primeira Guerra da Chechênia. Entretanto, Akhmad desertou para o lado russo durante a Segunda Guerra na Chechênia e foi declarado Presidente da Chechênia pelos russos. Em 2004 Akhmad foi assassinado e Ramzan o sucedeu como Presidente.
Kadyrov é conhecido por governar a Chechênia de forma autoritária, sendo acusado de crimes contra a humanidade, incluindo assassinatos, desaparecimentos forçados e tortura. Além de diminuir direitos das mulheres e de operar Campos de concentração para gays. Com seu exército privado, os "Kadyrovtsy", sendo acusados agir como um esquadrão da morte: assassinando e raptando oponentes políticos não apenas dentro da Chechênia, como em outras regiões da Rússia e até no exterior.
Kadyrov é um aliado próximo de Vladimir Putin, que o colocou como Presidente da Chechênia e apoia seu governo de forma financeira e política. Putin inclusive declarou Kadyrov como membro do Comissão Consultiva do Conselho de Estado da Federação Russa. A família Kadyrov enriqueceu-se consideravelmente durante o governo da República Chechena. A Federação Russa dispensa amplo financiamento ao governo checheno, e a distinção entre o governo checheno e as fortunas de Kadyrov é pouca.
Em 2017 foi sancionado pela Lei Magnitsky por tortura, assassinatos, execuções extrajudiciais e repressão contra a comunidade LGBT.

## Vida
Ele é filho do ex-presidente checheno Akhmad Kadyrov, assassinado em maio de 2004. Em fevereiro de 2007, Kadyrov substituiu Alu Alkhanov como presidente, pouco depois de completar 30 anos, idade mínima para o cargo. Ele estava envolvido em violentas lutas de poder com os comandantes chechenos Sulim Yamadayev e Said-Kakiyev pela autoridade militar geral, e com Alkhanov pela autoridade política.
Kadyrov é membro honorário da Academia Russa de Ciências Naturais. Ele fundou a promoção de Artes marciais mistas Akhmat Fight Club e estabeleceu um torneio anual internacional de luta livre chamado Ramzan Kadyrov & Adlan Varayev Cup. Desde novembro de 2015, ele é membro da Comissão Consultiva do Conselho de Estado da Federação Russa.
Ao longo dos anos, ele foi criticado por organizações internacionais por uma ampla gama de abusos dos direitos humanos sob sua supervisão, com a Human Rights Watch chamando os desaparecimentos forçados e tortura tão generalizados que constituíam crimes contra a humanidade. Durante seu mandato, ele defendeu a restrição da vida pública das mulheres, o seu "legítimo" assassinato nos chamados crimes de honra, e liderou expurgos antigays na República.

### Política

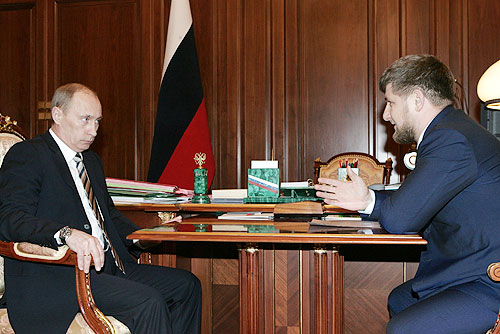
Kadyrov e Vladimir Putin em uma reunião em 2008.

Ele é filho do político Akhmad Kadyrov, ex-presidente da República da Chechênia. Após o assassinato de seu pai em 9 de maio de 2004, Ramzan Kadyrov foi nomeado vice-primeiro-ministro da República da Chechênia. Em dezembro de 2005, depois que o primeiro-ministro Sergei Abramov se envolveu em um grave acidente de trânsito em Moscou (que não teria sido causado por um ato terrorista), Ramzan Kadyrov tornou-se o regente primeiro-ministro checheno.
Como chefe do Serviço de Segurança Presidencial da Chechênia, Kadyrov foi frequentemente acusado de ser brutal, implacável e não democrático; para a imprensa, ele está implicado em vários casos de tortura e assassinato. A associação alemã de direitos humanos para povos ameaçados (GfbV) disse que até 70% de todos os assassinatos, estupros, sequestros e casos de tortura na Chechênia foram cometidos pelo exército privado sob as ordens de Kadyrov, a força de segurança interna conhecida como Kadyrovtsy (Kadyroviti), consistindo de 3 000 homens. Em 2004, espalhou-se um boato falso de que Ramzan Kadyrov havia morrido devido a um ferimento à bala em 28 de abril.
Ele é o chefe da república chechena desde 15 de fevereiro de 2007, quando foi proposto como presidente por Vladimir Putin. Em 2010, o título de presidente foi alterado para "chefe da república chechena", que Kadyrov assumiu em 28 de fevereiro de 2011 por proposta de Dmitry Medvedev. Mais tarde, o cargo foi tornado eletivo; nas criticadas eleições de 2016 obteve 97% dos votos, o dissidente Tumso Abdurakhmanov não foi admitido às eleições, segundo as sondagens pré-eleitorais gozava de um apoio de 2%-3%. Todos os outros candidatos não ultrapassaram 1%.
Ele conta com o apoio do presidente russo, Vladimir Putin. Em particular, após a morte de Sulim Yamadayev em março de 2009, não sobrou nenhuma figura de autoridade na Chechênia que pudesse se opor ao poder de Kadyrov. A declaração do fim da segunda guerra da Chechênia em abril do mesmo ano reduziu a presença das forças militares federais russas na Chechênia e aumentou ainda mais a liberdade de ação do presidente checheno.

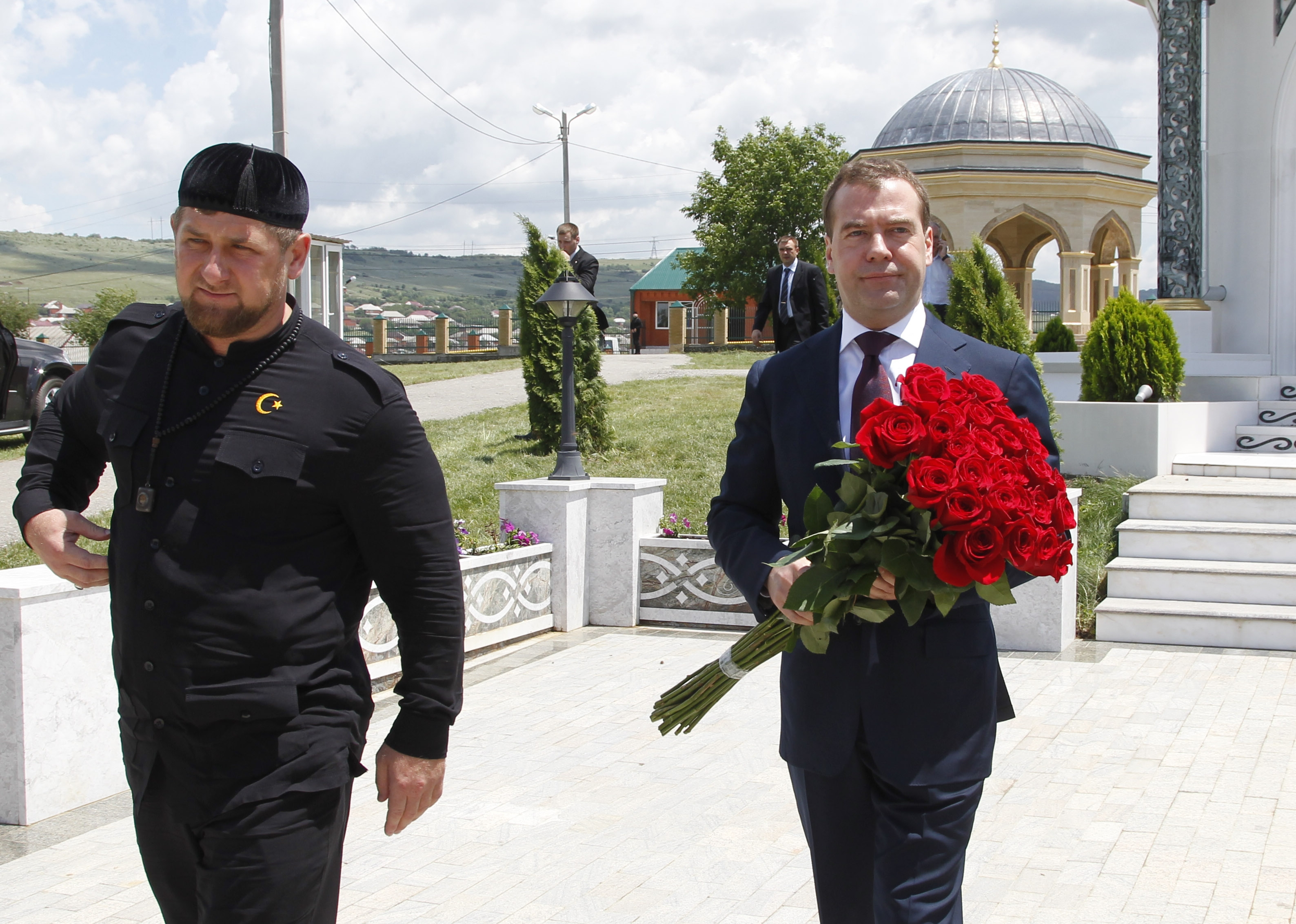
Ramzan Kadyrov e o Primeiro-Ministro da Rússia Dmitri Medvedev levando flores ao túmulo de Akhmad Kadyrov em 2012.

Durante a pandemia de COVID-19 de 2019-2021, ele negou por muito tempo a existência do vírus e não tomou medidas para conter o contágio. Mais tarde, ele argumentou que o limão, mel e alho foram suficientes para recuperar do vírus. Em março de 2020 introduziu a quarentena para pessoas infectadas, apoiando a pena de morte em caso de violação do isolamento. Em maio, ele adoeceu com COVID-19 e, quando sua condição física piorou, ele foi transferido para uma clínica especializada em Moscou.
Em 2022, durante o conflito entre Rússia e Ucrânia. Kadyrov se posicionou fortemente a favor da invasão, fazendo várias proclamações insultando e desfiando os ucranianos. Em 26 de Fevereiro, logos após a invasão, ordenou a sua tropa pessoal, os Kadyrovtsy, a reforçar a ofensiva russa na Ucrânia. Em 14 de Março, Kadyrov publicou fotos em que estaria pessoalmente na Ucrânia supostamente em Hostomel (região metropolitana de Kiev) e em Mariupol. Na segunda foto publicada ele estava em um posto da Rosneft, que não possuí unidades na Ucrânia, e foi gravado em uma reunião com um oficial do governo russo no mesmo dia da foto. Enquanto Volodymyr Zelensky tinha dito que “Stepan Bandera é um herói para boa parte dos ucranianos e isso é bom, isso é demais, ele foi uma das pessoas que defendeu a liberdade da Ucrânia. Sim!” Ramzan Kadyrov comentou: “Havia terroristas e extremistas de diferentes estados na República da Chechênia, assim como na Ucrânia hoje. E até destruí-los, ficamos sem nada. Eu lhe asseguro, enquanto houver adoradores de Stepan Bandera, nazistas, combatentes islâmicos shaitan, a Ucrânia não pode ter uma vida normal. Não há poder na Ucrânia para negociar, não se negocia com nazistas”.
Em 28 de Março de 2022, foi promovido por Vladimir Putin para a patente de Tenente-General.

### Direitos LGBT
Em abril de 2017, o jornal russo independente Novaya Gazeta, tomada mais tarde pela Anistia Internacional, apontou o dedo a Kadyrov acusando-o de ter aberto, de acordo com o Kremlin, um campo de concentração em que homossexuais homens são torturados, alguns dos quais tinham desaparecido semana anterior sob circunstâncias misteriosas. O presidente checheno negou e seu porta-voz disse: "Você não pode perseguir aqueles que simplesmente não estão na Chechênia". Novas acusações de perseguição de homossexuais na Chechênia foram feitas em janeiro de 2019 por organizações ativistas, que denunciaram 40 detenções, tortura e dois assassinatos na prisão.